# Astiphromma nitidum
Astiphromma nitidum är en stekelart som beskrevs av Dasch 1971. Astiphromma nitidum ingår i släktet Astiphromma och familjen brokparasitsteklar. Inga underarter finns listade.